# Municipio de Ivy (Carolina del Norte)
El municipio de Ivy (en inglés: Ivy Township) es un municipio ubicado en el  condado de Buncombe en el estado estadounidense de Carolina del Norte. En el año 2010 tenía una población de 3.569 habitantes.

## Geografía
El municipio de Ivy se encuentra ubicado en las coordenadas 35°46′8.4″N 82°26′55.46″O / 35.769000, -82.4487389.